# 樊尚·勒卡瓦利耶
樊尚·勒卡瓦利耶（法語：Vincent Lecavalier，1980年4月21日—），加拿大男子冰球运动员，场上位置是前锋。他曾代表加拿大国家队参加2006年冬季奥林匹克运动会冰球比赛，获得第七名。